# フィルモグラフィ
フィルモグラフィ（英語: filmography）とは、何らかの基準で関連づけられた映画の一覧のことを指す。
例えば、俳優の（キャリア）フィルモグラフィは出演した映画のリストであり、監督のコメディ・フィルモグラフィは特定の映画監督によって監督されたコメディ映画のリストである。

## 概要
この用語は、少なくとも1957年から使われ、書籍のリストを意味する「ビブリオグラフィ」をモデルとし、類似した言葉である。このように、リストとしてのフィルモグラフィは、写真撮影（photography）から派生した、プロセスそのものを指す「ビデオ撮影（videography）」や「映画撮影（cinematography）」といった映画用語とは区別されている。
また、フィルモグラフィは、特定の人物との関連に限定されるものではない。例えば、『Handbook of American Film Genres』（1988年、ISBN 0-313-24715-3）において、「アメリカ映画の主要なジャンルに関する19の実質的なエッセイ」には、それぞれ「貴重な厳選フィルモグラフィ」が掲載されている。 1998年、ワシントン大学は大学全体で「オールパワーズ・プロジェクト（All Powers Project）」を主催し、冷戦時代の赤狩りに関連する映画のフィルモグラフィを集めた。このプロジェクトでは、「赤狩りを煽り、共産主義の脅威を喧伝する役割を果たした映画や、ごく稀に、かなりベールに包まれたケースで、下院非米活動委員会の告発に立ち向かった映画」によって構成されている。
また、ブリガム・ヤング大学アイダホ校の図書館長が、「図書館や司書が登場する重要な、あるいは印象的な」500本以上の映画のフィルモグラフィを公開しているが、これはハリウッドにおける司書に対するステレオタイプをより理解するために作成された。アメリカ合衆国のジョージア州において映画製作の促進を担当するジョージア州経済開発局は、そのような映画のフィルモグラフィも管理している。